# 伊藤清美 (スピードスケート選手)
伊藤 清美（いとう きよみ、1949年10月30日 - ）は、日本の元男子スピードスケート選手である。福岡県出身。東福岡高校、日本大学卒業。
東福岡高校在学中の1968年、インターハイの5000mと10000mで優勝。日大在学中の1972年、札幌オリンピックに出場し、1500m22位、5000m13位、10000m10位だった。第35回、第40回、第44回全日本スピードスケート選手権大会で総合優勝している。

## 自己ベスト
- 500m：41秒30 (1978年)
- 1000m：1分24秒9 (1976年)
- 1500m：2分04秒66 (1979年)
- 5000m：7分34秒09 (1978年)
- 10000m：15分34秒7 (1972年)